# Brachysarthron bicoloripes
Brachysarthron bicoloripes är en skalbaggsart som beskrevs av Aurivillius 1925. Brachysarthron bicoloripes ingår i släktet Brachysarthron och familjen långhorningar.
Artens utbredningsområde är Gabon. Inga underarter finns listade.